# Gerd Seifert
Gerd Seifert   (Hamburg, 17 d'octubre de 1931 - Berlín, 28 de febrer de 2019) va ser un trompista alemany.
Va començar estudiant l'oboè i va canviar posteriorment a la trompa. Va estudiar amb Albert Doe a Hamburg.
Als 15 anys estava tocant a l'Staatsoper Hamburg. Amb 18 anys va ser trompa solista de l'Orquestra de Düsseldorf, on va estar actiu des de 1949 fins a 1964. A 1956 va guanyar el primer premi al Concurs Internacional de Música de Múnich.
Des de 1964 fins a 1996 va ser trompa solista de l'Orquestra Filharmònica de Berlín.
Va actuar des de 1961 com a membre de l'Orquestra del Festival de Bayreuth, tocant en més de cent ocasions la Crida de trompa de Sigfrido.